# 篠塚流
篠塚流（しのづかりゅう）は、日本舞踊における流派のひとつ。江戸時代の後期、文化・文政期（1804年-1830年）に、歌舞伎上方歌舞伎所作事の振付師・篠塚文三郎によって創設された京舞最古の流派である。

## 沿革
文三郎は、名優といわれ当時絶大な人気があった三代目中村歌右衛門から手腕と力量を認められて梅扇の名を許され、以後は初代家元・篠塚梅扇を名乗る。幕末から明治初期にかけて、この篠塚流の芝居がかった「はんなり」とおおらかな所作が、京の町衆の間で大人気だった。
三世篠塚梅扇が1886年（明治19年）に死去した後、篠塚流には後継の家元が不在という状態が長く続いたが、多くの門弟によって流風は残された。しかし1946年（昭和21年）に篠塚流最後の町師匠と言われた水野つる女が死去すると、篠塚流は一時断絶という局面を迎えるにいたった。
1963年（昭和38年）水野つる女に幼少から師事し、地唄を主とした上方舞を学んでいた内弟子が五世篠塚梅扇を襲名して家元を継承、篠塚流を再興した。同年、小町踊りを復活させ、以後毎年7月10日には一門で祇園祭の神輿洗い神事お迎え提灯に参加している。
五世篠塚梅扇は平成4年京都市芸術功労賞を受賞。祇園甲部歌舞練場、京都府立芸術会館などで、「京舞篠塚流の会」を開催したり、 重文・芦花浅水荘、京都市指定有形文化財・野口邸、同じく杉本邸などで「座敷で見る京舞」を開催するなど、流派の発展に尽力するかたわら、重文・京都島原角屋で『島原三番艘』を披露するなど文化面での活動にも余念がない。
現在は五世の娘の瑞穂が中心。島原角屋の「春の鑑賞会」での茶道お手前、「秋の鑑賞会」での舞披露といった活動を担う「八千代太夫」役の女性を、流派の名取の女性から出している。また、京都市内の年中の様々なイベントに社中として出演したりなどしている。